# Manifesto (album Big Cyca)
Manifesto – studyjny album polskiego zespołu muzycznego Big Cyc, wydany 26 kwietnia 2024 roku.
Płyta zawiera utwory premierowe oraz już znane, zarejestrowane na przestrzeni kilku lat w czterech różnych studiach nagraniowych (Izabelin Studio, Lisia Nora, MaQ Records Studio i Black Kiss Records). Na płycie gościnnie wystąpili Ania Rusowicz („Dziewczyny kochają niegrzecznych chłopaków") i skrzypek Michał Jelonek („Wszystko będzie OK”).
Autorem oprawy plastycznej oraz teledysku do tytułowego utworu jest kaliski artysta Michał Kwiatkowski.

## Lista utworów
Źródło.
| Nr  | Tytuł utworu                                 |                     | Tekst     | Muzyka    | Długość |
| --- | -------------------------------------------- | ------------------- | --------- | --------- | ------- |
| 1.  | „Manifesto”                                  |                     | Jędrzejak | Jędrzejak | 3:15    |
| 2.  | „Polska podzielona”                          |                     | Jędrzejak | Jędrzejak | 3:30    |
| 3.  | „Goła klata”                                 |                     | Jędrzejak | Jędrzejak | 2:40    |
| 4.  | „Wszystko będzie OK”                         | feat. Jelonek       | Jędrzejak | Jędrzejak | 3:04    |
| 5.  | „Będzie dym”                                 |                     | Jędrzejak | Jędrzejak | 3:05    |
| 6.  | „Mamy moc”                                   |                     | Jędrzejak | Jędrzejak | 3:10    |
| 7.  | „Zioło”                                      |                     | Jędrzejak | Jędrzejak | 2:47    |
| 8.  | „Mamma Mia!”                                 |                     | Jędrzejak | Jędrzejak | 3:42    |
| 9.  | „Księżniczka z chemicznego”                  |                     | Skiba     | Jędrzejak | 3:08    |
| 10. | „Czarne jest białe”                          |                     | Jędrzejak | Jędrzejak | 3:05    |
| 11. | „Mówi Londyn”                                |                     | Jędrzejak | Jędrzejak | 3:13    |
| 12. | „Dziewczyny kochają niegrzecznych chłopaków” | feat. Ania Rusowicz | Jędrzejak | Jędrzejak | 3:57    |
| 13. | „Jedziemy na Chorwację”                      |                     | Jędrzejak | Jędrzejak | 4:03    |
|     |                                              |                     |           |           | 42:39   |

## Skład
- Jacek Jędrzejak – gitara basowa, śpiew
- Roman Lechowicz – gitara, śpiew
- Jarosław Lis – perkusja, śpiew
- Krzysztof Skiba – śpiew
- Piotr Sztajdel – instrumenty klawiszowe, śpiew
- Marek Szajda – gitara

oraz
- Michał Jelonek – skrzypce
- Ania Rusowicz – śpiew
- Al Dęte – sekcja dęta
- Szymon Klekowicki – puzon
- Ignacy Wendt – saksofon
- Norbert Wardawy – trąbka